# Thể thao đường phố

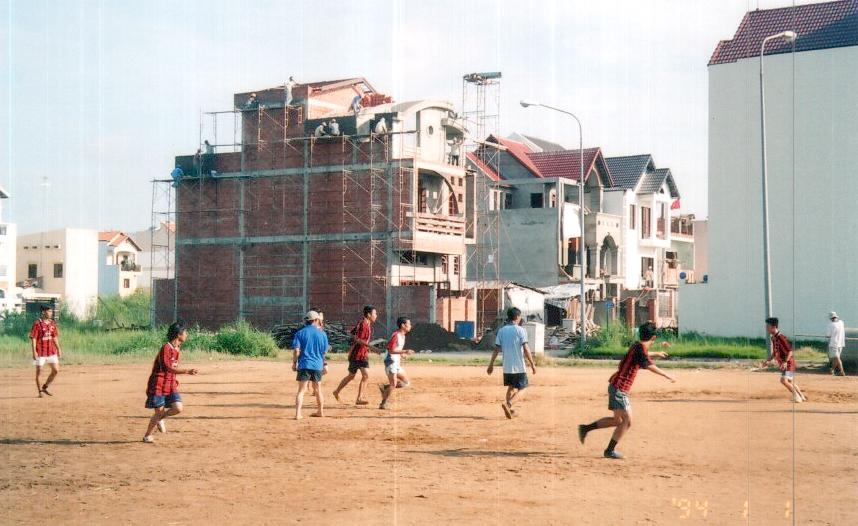
Bóng đá đường phố

Thể thao đường phố là những môn thể thao được đem ra tranh đấu trong môi trường đô thị. Những nét đặc trưng cốt yếu khác có thể bao gồm cả bản chất phi thương mại và phi chuyên nghiệp của nó. Thể thao đường phố là cách diễn tả nguồn gốc tự phát, ngẫu hứng và đầy sáng tạo của thể thao do con người ứng dụng vào môi trường thành thị. Về mặt lịch sử trong quá khứ thì nguồn gốc của thể thao đường phố có thể lấy những bằng chứng cổ xưa nhất về thể thao ở các nền văn minh Hy Lạp-La Mã cổ đại. Trò chơi đường phố thường chỉ đơn giản là các hoạt động vui chơi dành cho trẻ em ở địa điểm thuận tiện nhất. Một số trò chơi đường phố đã nâng tầm lên thành các giải đấu được tổ chức, chẳng hạn như bóng đá, bóng ném.

## Văn học
- Freerunning: Freerunning: find your way (Foucan, S. 2008 Michael O'Mara Books Ltd)
- Urbanization and the evolution of the city: Cities (Reader, J. 2005. Vintage)
- Street sports in the middle east: The Kite Runner (Housseni, K. 2003)
- Highwire walking: To Reach The Clouds (Petit, P. 2002. faber & faber)

## Phim ảnh
- Parkour Lưu trữ ngày 26 tháng 5 năm 2011 tại Wayback Machine
- Stickball
- The Kite Runner (film adaptation of Housseni's novel of the same name)
- Man on Wire (film documentary portraying background to Petit's highwire walk between the WTC Towers)